# Alfred Nourney
Alfred Nourney, também conhecido como Barão Alfred von Drachstedt (26 de fevereiro de 1892 — 15 de novembro de 1972) foi um holandês que viajava como passageiro da primeira classe na viagem inaugural do RMS Titanic. Ele tinha 20 anos de idade na época do naufrágio do Titanic.

## A bordo doTitanic
Viajando sob o pseudônimo de Barão Alfred von Drachstedt, Nourney embarcou no Titanic emn Cherbourg, França, como passageiro da segunda classe. Após ficar insatisfeito com as acomodações, seu pedido para um comissário para ser transferido para uma cabine de primeira classe foi concedido. Ele então comprou artigos de guarda-roupa caros, incluindo jóias, bengala, dois rolos de papel higiênico e uma caneta-tinteiro.
Na  noite de 14 de abril de 1912, ele estava jogando bridge com William B. Greenfield e Henry Blank no salão de fumantes da primeira classe. Quando Nourney sentiu dor de estomago e deixou o jogo após o movimento pouco comum do navio, mas ele voltou e continuaram a jogar. Minutos mais tarde, os homens ficaram conscientes da real situação e embarcaram no bote salva-vidas 7 sem dificuldades, que foi baixado às 00:45 h., levando os dois rolos de papel higiênico com ele por precaução. Enquanto os outros a bordo do bote remavam duramente, ele ficou imóvel, apenas fumando cigarros. Ele também carregava uma pistola e disparava para o ar durante a noite para persuadir os homens a manterem o remo. Foram resgatados pelo RMS Carpathia às 5:10 h.
Quando a bordo do Carpathia, Nourmey em uma pilha de cobertores que seriam distribuídos entre os sobreviventes, mas foram requeridos por Nourney. Uma mulher que entrou na sala com raiva puxou o cobertor mais alto, fazendo Nourney rolar para o chão e xingar em voz alta. Enquanto todos aplaudiram a mulher, ele desapareceu.
Após desembarcar em 18 de abril em Nova Iorque, disse ele ter contraído uma severa enfermidade estomacal no Titanic e desejava retornar rapidamente para a Europa. Ele voltou para França e depois para Colônia, Alemanha, onde sua mãe vivia.

## Depois do desastre
Durante os anos 1920, ele foi vendedor da Daimler-Benz e competiu em esportes a motor. Ele se estabeleceu em  Bad Honnef, Alemanha, onde se tornou membro honorário do "Rot-Weiss" Tennis Club. Se casou e teve duas filhas.

## Morte
Nourney morreu em 15 de novembro de 1972.